# Laetitia Hahn
Laetitia Noemi Hahn (* 4. September 2003 in Düsseldorf) ist eine deutsche Pianistin und Komponistin.

## Leben und Wirken
Laetitia Hahn begann im Alter von zwei Jahren mit dem Klavierspiel. Mit acht Jahren gab sie ihr Debütkonzert und bestand im Folgejahr als Jungstudentin die Aufnahmeprüfung an der Robert Schumann Hochschule Düsseldorf. Mit 14 Jahren legte sie ihr Abitur ab. Sie gilt mit einem IQ von 145 als hochbegabt. Seit 2016 studiert sie im Studiengang Bachelor of Arts in Music an der Kalaidos Musikhochschule in Zürich bei Grigori Gruzman. Zudem besuchte sie Meisterkurse unter anderem bei Lang Lang, Dmitri Bashkirov und Leif Ove Andsnes und studiert Komposition und Dirigieren. Sie war Preisträgerin bei nationalen und internationalen Wettbewerben.
Hahn konzertierte bereits europaweit und international mit bedeutenden Orchestern und Dirigenten, unter anderem in Japan, Russland, Mexiko, der Schweiz, China und Lettland. Mit Lang Lang spielte sie vierhändig.  Sie spielte anlässlich der Verleihung des Internationalen Mendelssohn-Preises an Richard von Weizsäcker, Thomas Hampson und Markus Lüpertz 2013 im Leipziger Gewandhaus sowie unter anderem beim Klavier Festival Ruhr in Essen, den Kachelsteiner Kulturtagen in Bonn, den Köthener Bachfesttagen, in der Konzertreihe „Mozart in Moll“ in Frankfurt am Main, dem Davos-Festival und beim Chopin Festival in Polen.
Im Jahr 2018 spielte sie gemeinsam mit dem St. Petersburger Kammerorchester im Marblepalace in St. Petersburg die Uraufführung eines Satzes ihres ersten Klavierkonzertes Weapons of Light. A peace concerto. 2019 führte sie das Konzert in Moldawien auf.  2021 wurde in Italien ihr Streichquartett Spring in February zu Ehren des 150. Todestages der italienischen Freiheitskämpferin Cristina Trivulzio Belgiojoso uraufgeführt. Laetitia Hahn bearbeitete dieses Werk zu einem Streichquintett, welches vom Münchenquintett aufgeführt wurde.
Hahn war unter anderem zu Gast in Sendungen wie DAS! beim NDR Fernsehens, TV total auf ProSieben, Weck Up bei Sat.1 und Markus Lanz im ZDF. Es wurde in verschiedenen Fernsehsendungen über sie berichtet, zum Beispiel im ARD-Boulevardmagazin Brisant, in der Sendung Made in Germany – Das Wirtschaftsmagazin der Deutschen Welle, bei VOX und Spiegel TV. Im Dezember 2022 trat sie zusammen mit ihrem Bruder Philip Hahn bei der Sternstunden-Gala im Bayerischen Rundfunk auf. Sie spielten vierhändig Laetitia Hahns Arrangement von Wolfgang Amadeus Mozarts Rondo Alla Turca.

## Engagement
Laetitia Hahn engagiert sich bei Wohltätigkeits- und Friedensveranstaltungen und tritt dort auf. Sie wirkt beim Projekt Rhapsody in School mit, bei dem Künstler Schulen besuchen, um den Schülern die Musik näherzubringen.

## Diskografie
Von ihrem Konzert mit dem Moldawischen Staatsorchester im Jahr 2020, bei dem auch ihr Klavierkonzert Weapon of Light aufgeführt wurde, wurde im selben Jahr eine CD veröffentlicht.

## Preise (Auswahl)
- 2013: Erster Preis beim Büdinger-Wettbewerb und Preis für die beste Wettbewerbsleistung[28]
- 2013: Erster Preis beim Nationalen Bach-Wettbewerb[28]
- 2013: Hauptpreis Gold beim Schimmel-Wettbewerb und Schimmel-Sonderpreis[28]
- 2013: Dritter Preis Steinway-Wettbewerb[28]
- 2014: Erster Preis beim Büdinger Wettbewerb[28]
- 2016: 2. Platz in der zweiten Runde des Wettbewerbs „Il Maggio del Pianoforte 2016“ in Neapel[29]
- 2018: Grand Prix der Future Stars Competition[8]

## Werke
- 1. Klavierkonzert: Weapons of light (A peace concerto), 2019
- Streichquartett: Spring in February, In Memoriam to Cristina Trivulzio, fighter for the Italian independence and freedom, 2021[13]
- Oper: Cinderella, 2022